# پنج تا بچه بسه
پنج تا بچه بسه (انگلیسی: Five Enough; کره‌ای: 아이가 다섯) یک مجموعهٔ تلویزیونی کره جنوبی سال ۲۰۱۶ با بازی آن جه ووک، سو یو جین، شیم هیونگ تاک، شیم یی یونگ، ایم سو هیانگ، شین هه سون، سونگ هون و آن وو یون است. این مجموعه از ۲۰ فوریه تا ۲۱ اوت ۲۰۱۶ از کی‌بی‌اس۲ برای ۵۴ قسمت پخش شد.